# 大分県立病院
大分県立病院（おおいたけんりつびょういん）は、大分県大分市豊饒（ぶにょう）にある公立病院。大分県で唯一の県立病院である。略称は県病（けんびょう）。

## 診療科
- 循環器内科
- 内分泌代謝内科
- 消化器・腎臓内科
- 呼吸器内科
- 血液内科
- 神経内科
- 外科
- 脳神経外科
- 呼吸器外科
- 心臓血管外科
- 整形外科
- 眼科
- 耳鼻咽喉科
- 婦人科
- 産科
- 小児科・新生児科
- 小児外科
- 内視鏡科
- 皮膚科
- 泌尿器科
- 精神神経科
- 放射線科
- リハビリテーション科
- 歯科口腔外科
- 麻酔科
- 外来化学療法室

## 歴史
- 1880年（明治13年）3月1日 - 大分県病院兼医学校として大分市高砂町に開設。
- 1889年（明治22年） - 大分県病院廃院（無償治療による財政圧迫のため）。私立の大分病院として承継される。
- 1899年（明治32年） - 大分県立病院として再発足（内科及び外科）。
- 1902年（明治35年） - 産婦人科新設。
- 1911年（明治44年） - 眼科新設。
- 1915年（大正 4年） - 耳鼻咽喉科新設。
- 1924年（大正13年） - 皮ばい科新設。
- 1926年（大正15年） - 小児科新設。
- 1927年（昭和2年） - 皮ばい科を皮膚科、泌尿器科に再編。
- 1945年（昭和20年）7月17日 - 大分空襲により焼失（当時の病床数189床）。
- 1955年（昭和30年） - 整形外科新設。
- 1958年（昭和33年） - 放射線科新設。
- 1959年（昭和34年） - 成人病治療センター、神経科新設。
- 1960年（昭和35年） - 病理検査科新設。
- 1964年（昭和39年） - 第二内科新設。
- 1967年（昭和42年） - 歯科、理学診療科新設。
- 1969年（昭和44年） - がん診療部、脳神経外科、麻酔科新設。
- 1970年（昭和45年） - 生化学検査部新設。
- 1972年（昭和47年） - がん診療部をがんセンターに改称。病理検査科、生化学検査科を統合して中央検査部に改組。健康管理部新設。
- 1976年（昭和51年） - 第四内科新設。
- 1981年（昭和56年） - 精神神経科病棟開設。
- 1984年（昭和59年） - 新生児医療室新設。
- 1989年（平成元年） - MRI棟の新設
- 1992年（平成4年）8月18日 - 現在地に新築・移転（一般病床610床、伝染病床20床）。新生児科、心臓血管外科、小児外科新設。跡地には1998年（平成10年）にOASISひろば21が完成している。
- 2005年（平成17年） - 総合周産期母子医療センター開設。
- 2006年（平成18年） - ICU部、手術部設置。
- 2007年（平成19年） - 救急部設置。
- 2008年（平成20年） - 大分県地域がん診療連携拠点病院に指定。DPC対象病院。救命救急センター開設。
- 2009年（平成21年） - 形成外科新設。地域医療支援病院指定。
- 2010年（平成22年） - ドクターカーを導入。地域医療部設置。7対1看護体制の導入。
- 2011年（平成23年） - 病院総合情報システム（電子カルテ）の導入。感染症病床16床を12床へ変更。
- 2014年（平成26年） - 第一種感染症指定医療機関指定。
- 2020年（令和2年） - 精神医療センター開設。

## 医療機関の指定等
- 保険医療機関
- 労災保険指定医療機関
- 指定自立支援医療機関（更生医療・育成医療・精神通院医療）
- 身体障害者福祉法指定医の配置されている医療機関
- 生活保護法指定医療機関
- 結核指定医療機関
- 指定養育医療機関
- 原子爆弾被害者一般疾病医療取扱医療機関
- 第二種感染症指定医療機関
- 母子保護法指定医の配置されている医療機関
- 地域医療支援病院
- 災害拠点病院
- 小児救急医療拠点病院
- 救命救急センター
- 臨床研修指定病院
- がん診療連携拠点病院
- エイズ治療拠点病院
- 特定疾患治療研究事業委託医療機関
- DPC対象病院
- 小児慢性特定疾患治療研究事業委託医療機関
- 総合周産期母子医療センター
- 第一種感染症指定医療機関
- 第二種感染症指定医療機関[1]